# Georg Wilhelm Friedrich Hegel
Georg Wilhelm Friedrich Hegel (IPA: [ˈɡeːɔɐ̯k ˈvɪlhɛlm ˈfʁiːdʁɪç ˈheːɡl̩]; Stoccarda, 27 agosto 1770 – Berlino, 14 novembre 1831) è stato un filosofo, storico e giurista tedesco.
Oltre a farsi interprete delle correnti di pensiero a lui contemporanee, come gli illuministi o Kant, si interessa della filosofia antica, della morale cristiana e del valore biografico e mitologico di Gesù.
Nella sua prima grande opera sistematica, la Fenomenologia dello spirito, il pensiero di Hegel spazia in molti campi di applicazione teorica, in particolare l'ontologia, l'epistemologia, la metafisica, la logica, la filosofia del diritto, della politica, della storia, della religione e dell’arte. Nelle opere della maturità, poi, Hegel elabora un ampio e articolato "sistema" in cui trovano un posto e un senso tutte le scienze, le arti, le istituzioni, e ogni altra espressione della ragione di tutti gli uomini di tutti i tempi.
Nell'ambito dell'idealismo tedesco i suoi contributi, che portano a un superamento dei predecessori Fichte e Schelling, rendono Hegel una figura di primo piano in un'eminente cultura della Germania: viene infatti considerato la voce filosofica della monarchia prussiana, divenendo così il massimo filosofo d'Europa.
Conduce una florida carriera accademica, fino a Berlino (dove si insedia sulla cattedra dell'ex docente Fichte). Ivi diviene rettore, e gli ultimi anni della sua vita sarebbero passati all’insegna di una svolta conservatrice da parte del filosofo, la quale andrebbe a contraddire il giovane Hegel, di tendenze liberali e addirittura entusiastiche per la Rivoluzione francese. Di fatto, Hegel si sarebbe pubblicamente posto contro le grandi riforme di matrice liberaldemocratica o anche socialdemocratica in Europa.

## Biografia

### Formazione giovanile a Stoccarda

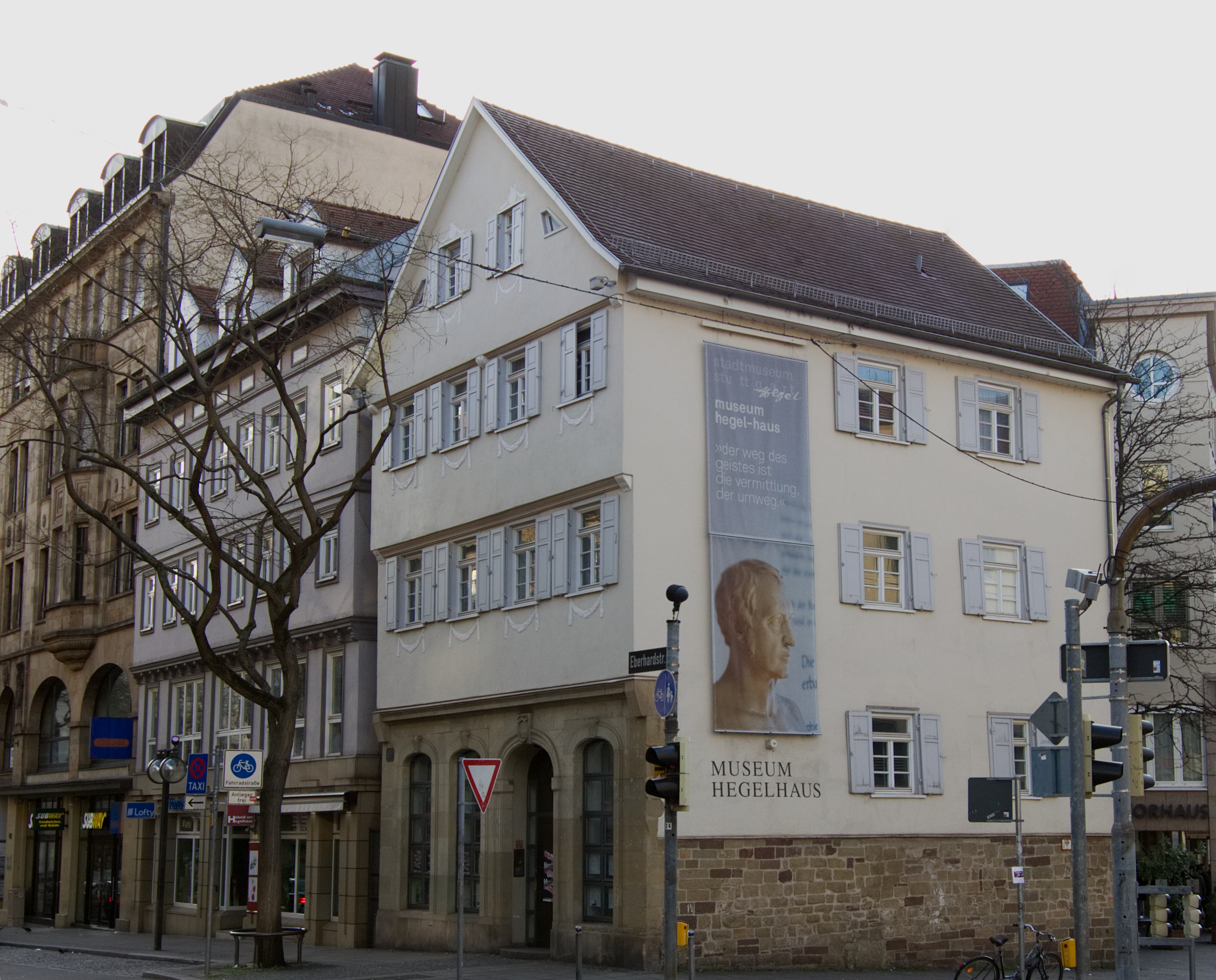
La Hegelhaus a Stoccarda, n. 53 della Eberhardstrasse

Georg Wilhelm Friedrich Hegel nasce il 27 agosto del 1770 a Stoccarda, primogenito di Georg Ludwig Hegel, funzionario di alto rango nonché cancelliere al Ducato del Württemberg. La famiglia Hegel, in seguito, si sarebbe allargata: sarebbero di fatto nati Ludwig e Christiane. Ambedue, tuttavia, sarebbero andati incontro a un destino tragico: il primo sarebbe morto durante la campagna di Russia in veste di ufficiale dell'esercito napoleonico, mentre la seconda sarebbe impazzita a causa di stenti, e conseguentemente internata in un manicomio. Il giovane Hegel venne educato privatamente da un tutore di famiglia ma anche frequentando il ginnasio di Stoccarda. Si rivelò sin da subito un prodigio: a cinque anni imparò la prima flessione della lingua latina, a otto anni iniziò a leggere esaustivamente le opere teatrali di Shakespeare regalategli dal suo tutore, a dieci anni apprese rudimenti di geometria e astronomia e cominciò a covare il suo interesse per l'età classica, come anche per la botanica e per la fisica. A undici anni, inoltre, apprese propriamente le nozioni di logica proposte dall'illuminista Christian Wolff, e in particolare il sillogismo.
Sebbene l'interesse di Hegel si rivolgesse all'illuminismo tedesco e alle nascenti teorie filosofiche che comunque concordavano con il rigore ideologico preteso dal padre, era palese il suo favoritismo per lo studio del greco in tutte le sue forme: traduce infatti Longino, Epitteto e Sofocle (del quale produce una versione dell'Antigone), e comincia a scrivere vari saggi sulla letteratura, sull'estetica, sulla fisiognomica, sulla matematica, sulla fisica (e in particolare sulla teoria dei colori), sulla psicologia, sulla pedagogia, sulla teologia e sulla filosofia. Inoltre impara il francese, e passa il tempo a ricopiare le note di Rousseau. Karl Rosenkranz, primo biografo di Hegel, avrebbe infatti rintracciato nel pensiero giovanile di Hegel un allineamento maggiore con gli illuministi che con Kant.
I suoi studi ginnasiali si conclusero nel 1788 con un discorso finale del giovane Hegel di matrice sociologica e politica circa l'istruzione, l'arte e le loro pessime procedure ministeriali nel contesto atavico dell'Impero ottomano.

### Da Tubinga a Francoforte

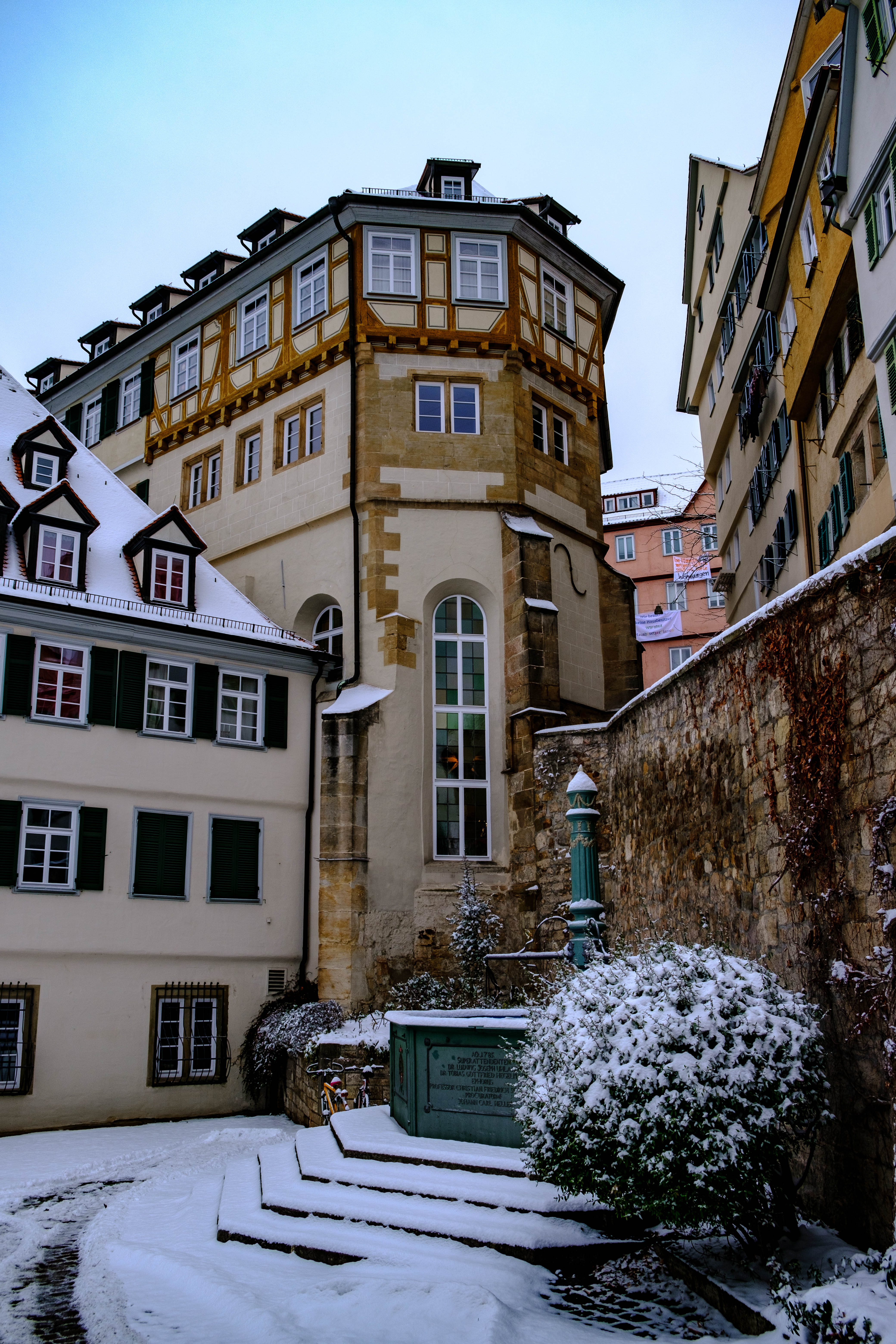
Uno scorcio dello Stift di Tubinga

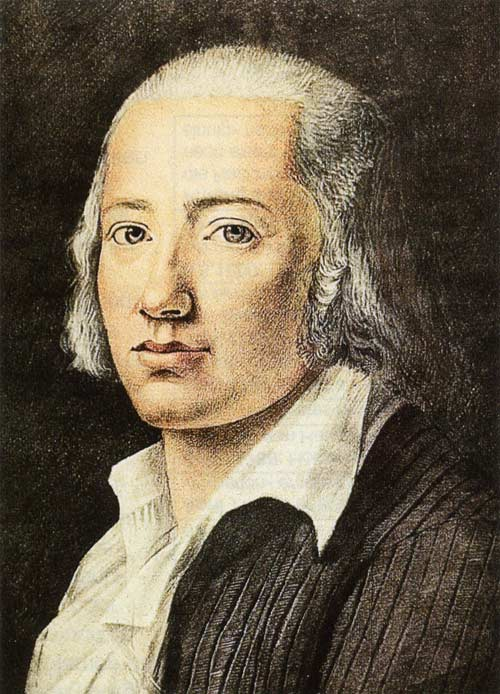
Friedrich Hölderlin, compagno di camerata di Hegel

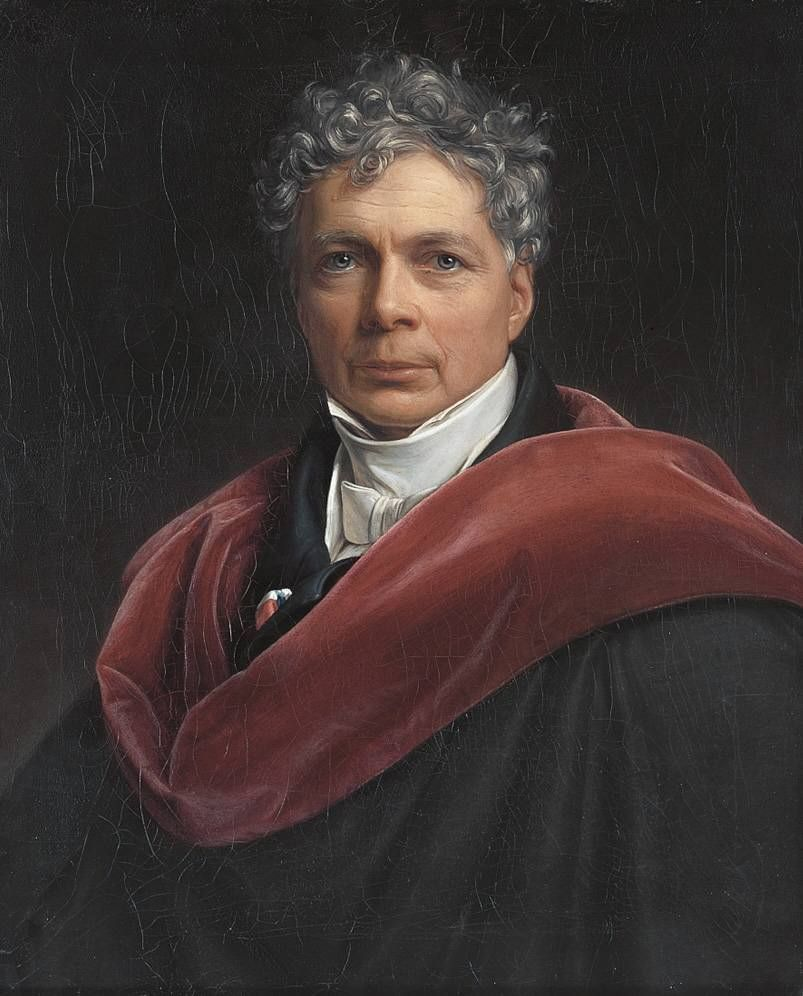
Schelling, compagno di studi e futuro collega di Hegel. Inizialmente, si sarebbe guadagnato il plauso degli intellettuali tedeschi, ma con il sopravvento di Hegel sarebbe rimasto oscurato dalla scena culturale tedesca, portando così a una separazione tra i due.

Secondo il volere paterno, Hegel era avviato per il destino di teologo. D'altronde, ne era una rimostranza il suo talento dissertativo circa i problemi esegetici dell'antichità, ad avviso del padre. Dunque, all'età di diciotto anni, immediatamente dopo la sua maturità, Hegel venne ammesso allo Stift, un seminario collegiale protestante, posto come anticamera dell'Università di Tubinga. Lì, condivide la camerata con il poeta Hölderlin, suo coetaneo, e Friedrich Schelling. Il giovane Hegel tuttavia si sarebbe ben presto rivelato insofferente alla disciplina del seminario e alle sue regole. Insieme con i suoi compagni avrebbe ricevuto da parte dei professori soventi rimproveri, i quali gli addebitavano l'assenza alle lezioni, la trascuratezza dell'uniforme collegiale e la pigrizia. Apparentemente infatti Hegel avrebbe passato la maggior parte delle giornate a dormire in camerata con i suoi compagni, presentandosi raramente a lezione. Si presume che Hegel andò all'Università di Tubinga poiché era statale: Hegel di fatto non voleva intromettersi negli affari religiosi. I tre studenti divennero presto amici, condividendo ferventi idee liberali che andavano a scontrarsi contro il clima soventemente conservatore del seminario e dell'università. Hegel continua intanto a leggere gli autori illuministi, aumentando le sue tendenze ideologiche: legge in particolare Rousseau e Lessing. Nel 1789, alla notizia della presa della Bastiglia e dello scoppio della rivoluzione in Francia, i tre compagni si cimentarono con fervore negli avvenimenti, celebrandoli e, di conseguenza, subendo una dura punizione impartita dal corpo docente. Un'altra punizione gli venne impartita per aver piantato nel cortile del seminario l'albero simbolo dei rivoluzionari francesi. Anche dopo le pieghe radicali dei fatti francesi, Hegel non avrebbe perso l'entusiasmo per la rivoluzione, identificandosi nella parte moderata e coscienziosa del Parlamento rivoluzionario, capeggiata dai Girondini. Di fatto, in coerenza ai princìpi del 1789, ogni 14 luglio Hegel avrebbe prestato onore all'importante anniversario storico con una bottiglia di buon vino. Intanto, Hegel comincia ad avvertire i primi dissensi con i suoi amici: riferisce infatti che, mentre dibattono su Kant, Hegel si sente escluso, e che egli stesso matura nei loro confronti una visione che li dipinge come arroganti, ambendo dunque a diventare un filosofo "del popolo", sostenendo che i "precetti" kantiani non potessero combaciare la volontà del popolo tedesco. Maturò in tal senso una specie particolare di nazionalismo. Nel 1790, si laurea in filosofia con un giudizio lodevole. La sua tesi verteva sulla morale kantiana e sul concetto di dovere in tale ottica. Accede dunque all'Università di Tubinga. In preda all'euforia, si iscrive al corso di teologia, seguendo la storia esegetica delle lettere apostoliche, dei Salmi ma, al tempo stesso, studia Cicerone, storia della filosofia, metafisica, teologia naturale e anatomia. Tuttavia, è sempre l'Hegel indispettito dalla docenza clericale di Tubinga
Non ama l'ambiente clericale e oligarchico di Berna; nel gennaio 1797 si trasferisce a Francoforte, dove Hölderlin gli ha procurato un nuovo posto di precettore. Nel 1798 scrive il saggio Sulle più recenti vicende interne del Württemberg specialmente sul deplorevole stato della magistratura, pubblicato nel 1913, in cui lamenta la crisi interna della sua patria e propone l'elezione diretta dei magistrati da parte dei cittadini. Tra la fine del 1796 e l'inizio del 1797 dà stesura definitiva a un testo, probabilmente scritto da Hölderlin, che sarà pubblicato nel 1917 da Franz Rosenzweig  col titolo Il più antico programma di sistema dell’idealismo tedesco. Il 14 gennaio 1799 muore il padre.
Porta a compimento Lo spirito del Cristianesimo e il suo destino (pubblicato da Nohl nel 1907) gradualmente allontanandosi dalla concezione kantiana di una religione nei limiti della sola ragione; nel settembre del 1800 scrive il Frammento di Sistema, in cui, oltre a un abbozzo di dialettica, mostra un'oscillazione, nella sua filosofia, fra una conclusione di tipo prettamente filosofico e uno religioso.

### Da Jena a Heidelberg

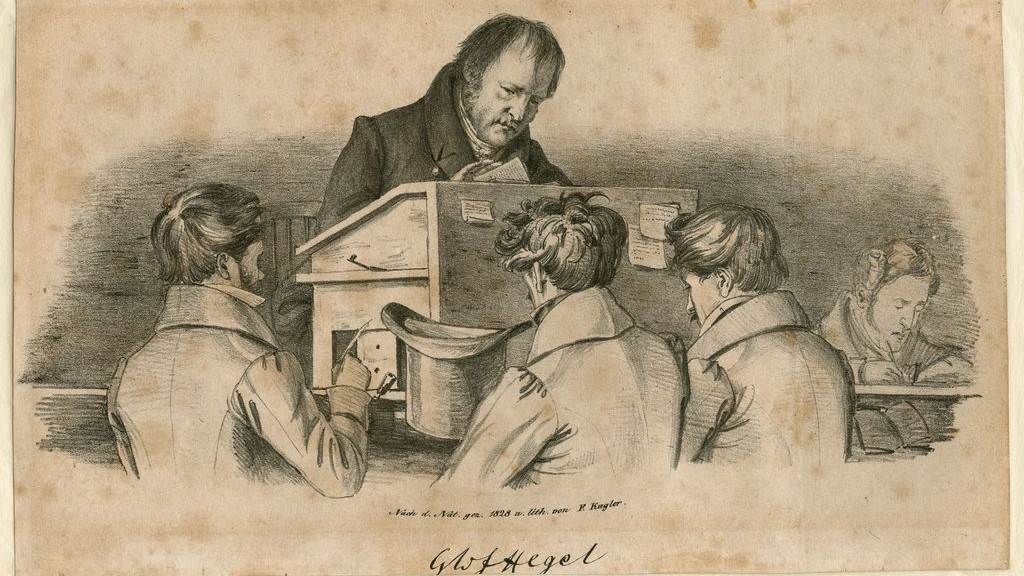
Hegel in cattedra: gli studenti, apparentemente, gli rimproveravano spesso l'incomprensibilità delle sue lezioni

Nel gennaio del 1801 si trasferisce a Jena, in quegli anni capitale della cultura tedesca, ospite di Schelling che insegna nella locale università. Pubblica in luglio la Differenza tra il sistema filosofico di Fichte e quello di Schelling per aprirsi la strada all'insegnamento che ottiene con la dissertazione De Orbitis Planetarum, Hegel non aveva intenzioni teoriche serie per l'appendice planetaria, ma cercava piuttosto di prendere in giro l'astrofisica a priori del suo tempo utilizzando, tra l'altro, la definizione di scherzo di Christian Wolff. Conosce a Weimar Schiller e Goethe che in una lettera a Schiller del 27 novembre 1803 sottolinea la goffaggine di Hegel nella conversazione, un difetto che appare anche nell'esposizione delle sue lezioni universitarie

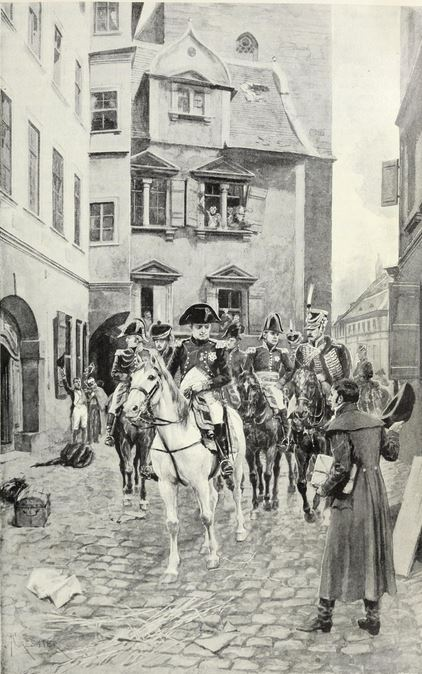
Hegel mira Napoleone e le sue truppe che entrano a Jena. È tuttavia dibattuta l'effettiva storicità dell'incontro.

Dal 1802 al 1803 con Schelling pubblica il Giornale critico della filosofia e scrive La costituzione della Germania e il Sistema dell'eticità, pubblicati postumi nel 1893. Inizia nel 1806 una relazione con la sua affittacamere Christiane Charlotte Fischer Burckhardt, dalla quale, il 5 febbraio 1807, ha il figlio Ludwig. Il 13 ottobre l'esercito francese entra a Jena; Hegel vede da lontano Napoleone e scrive all'amico e collega Friedrich Immanuel Niethammer: "[...] l'imperatore - quest'anima del mondo - l'ho visto uscire a cavallo dalla città, in ricognizione; è davvero una sensazione singolare vedere un tale individuo che qui, concentrato in un punto, seduto su un cavallo, spazia sul mondo e lo domina...". Il suo alloggio viene requisito e va a Bamberga per due mesi; tornato a Jena, pubblica nel marzo 1807 la Fenomenologia dello spirito con la quale, per le critiche che vi sono contenute, si consuma la rottura con Schelling. Il 1º marzo Hegel si trasferisce a Bamberga a dirigere il modesto quotidiano Bamberger Zeitung (Gazzetta di Bamberga).
Il 6 dicembre 1808 viene nominato rettore e professore di filosofia all'Egidien Gymnasium (Liceo Egidien) di Norimberga: le sue lezioni saranno pubblicate postume nel 1840 con il titolo di Propedeutica filosofica. Nel settembre 1811 sposa la ventenne aristocratica Marie von Tucher, da cui avrà due figli, Karl (1813-1901) e Immanuel (1814-1891). Nell'occasione, scrive all'amico Niethammer: "Ho raggiunto il mio ideale terreno, perché con un impiego e una donna si ha tutto in questo mondo".
Nell'ottobre del 1809 le truppe napoleoniche entrano a Jena. La città è ridotta a un lazzaretto e Hegel è costretto ad abbandonare la propria casa e a trasferirsi dalla famiglia Frommann.
Dal 1812 al 1816 pubblica la Scienza della logica, dal 1813 è sovrintendente delle scuole elementari di Norimberga, dal 28 ottobre 1816 insegna filosofia all'Università di Heidelberg. Mostra la sua posizione politica nel 1817 con lo scritto, pubblicato anonimo, Valutazione degli atti a stampa dell'assemblea degli stati territoriali del regno del Württemberg negli anni 1815 e 1816, in cui sostiene che in una costituzione quale quella proposta da Federico I di Württemberg, siano riconosciuti i privilegi degli Stände, le corporazioni rappresentate negli Stati generali del regno. Nel giugno pubblica l'Enciclopedia delle scienze filosofiche in compendio.
Nel novembre 2022, nella biblioteca diocesana dell'Arcidiocesi di Monaco e Frisinga, il biografo di Hegel Klaus Vieweg ha scoperto più di 4 000 pagine di appunti dalle lezioni di Hegel all'Università di Heidelberg. Queste annotazioni trattano principalmente di estetica e furono scritte da Friedrich Wilhelm Carové tra il 1816 e il 1818. Vieweg sostiene che questo materiale aiuterà gli studiosi a risolvere il problema relativo all'autenticità delle trascrizioni di Heinrich Gustav Hotho, che finora sono state l'unica fonte sull'estetica hegeliana. Questi nuovi appunti sono gli unici disponibili risalenti al periodo di insegnamento di Hegel a Heidelberg, e potranno essere di estrema utilità per ricostruire la genesi del pensiero estetico del filosofo e la relazione dell'arte con la religione e la filosofia in generale. Secondo Roberto Esposito si tratta di una "prodigiosa scoperta", paragonabile a un eventuale ritrovamento di una inedita composizione di Mozart o della Battaglia di Anghiari di Leonardo. Sempre secondo lo studioso italiano, questo nuovo materiale tratterebbe essenzialmente del tema della libertà, che, per Hegel, non consisteva nella "libertà incondizionata alle ferite della vita", bensì in quella "intesa nei suoi condizionamenti storici, calata nelle istituzioni sociali e politiche".

### A Berlino
(Georg Wilhelm Friedrich Hegel, Lineamenti di filosofia del diritto, aggiunte redatte da Eduard Gans al § 21 dell'Introduzione, tr. Marini, p. 291)

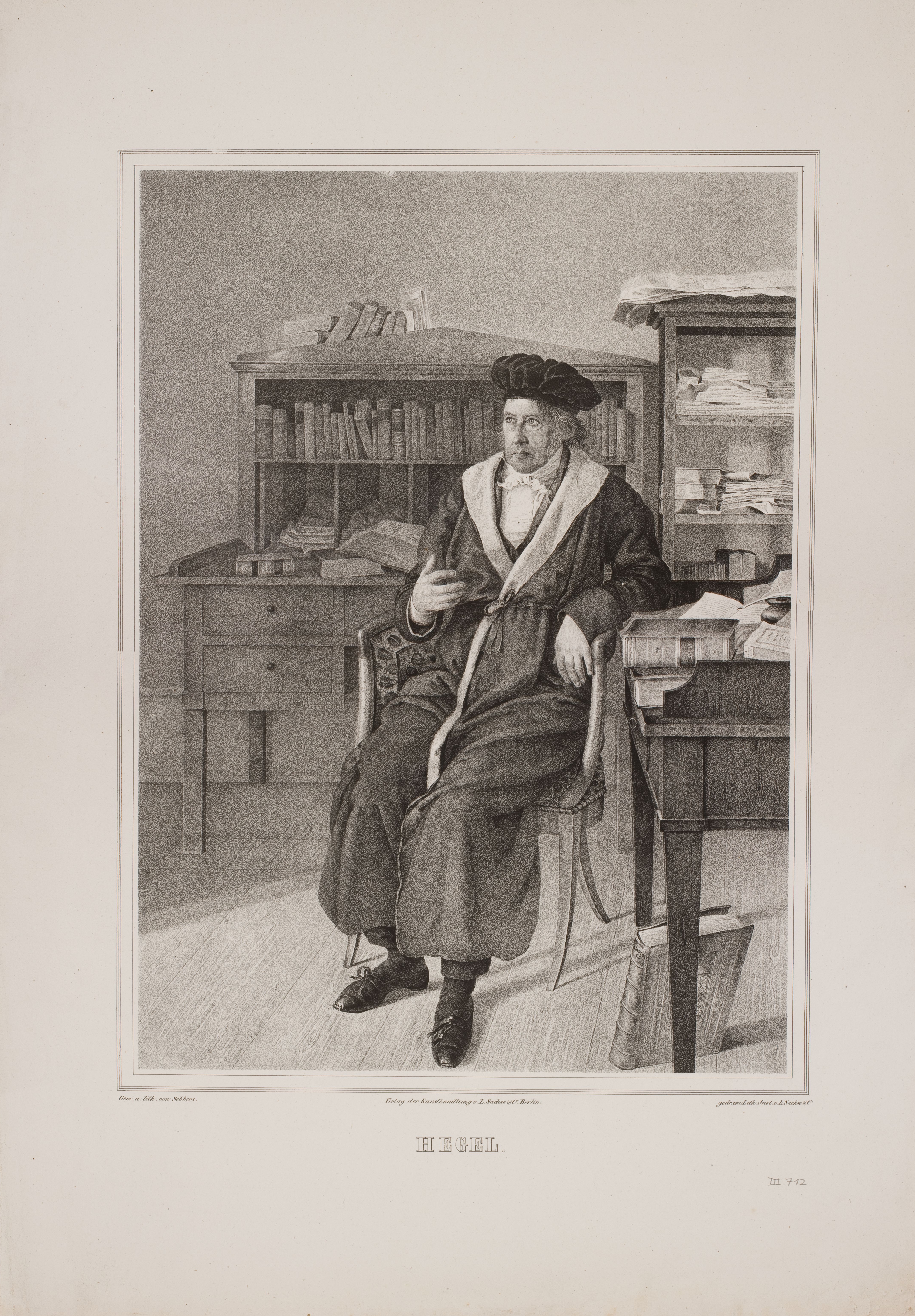
Hegel a Berlino conduceva una vita regolamentata dallo studio e dalla ricerca, salvo la complicazione della disputa con il figlio

L'anno prima del suo arrivo si erano manifestati fortissimi fermenti studenteschi in occasione del tricentenario della riforma protestante: 1517-1817. Proprio alla vigilia della venuta di Hegel a Berlino, i giovani che avevano ricordato il centenario di Lutero, lo avevano collegato con lotte di carattere radicale, democratico, e avevano fra l'altro fatto falò di libri degli scrittori reazionari. Il 24 gennaio 1818 è nominato professore di filosofia nell'Università di Berlino: nella prolusione del 22 ottobre esalta lo Stato prussiano ed entra in polemica con il giurista Friedrich Carl von Savigny e con il filosofo e teologo Friedrich Schleiermacher.

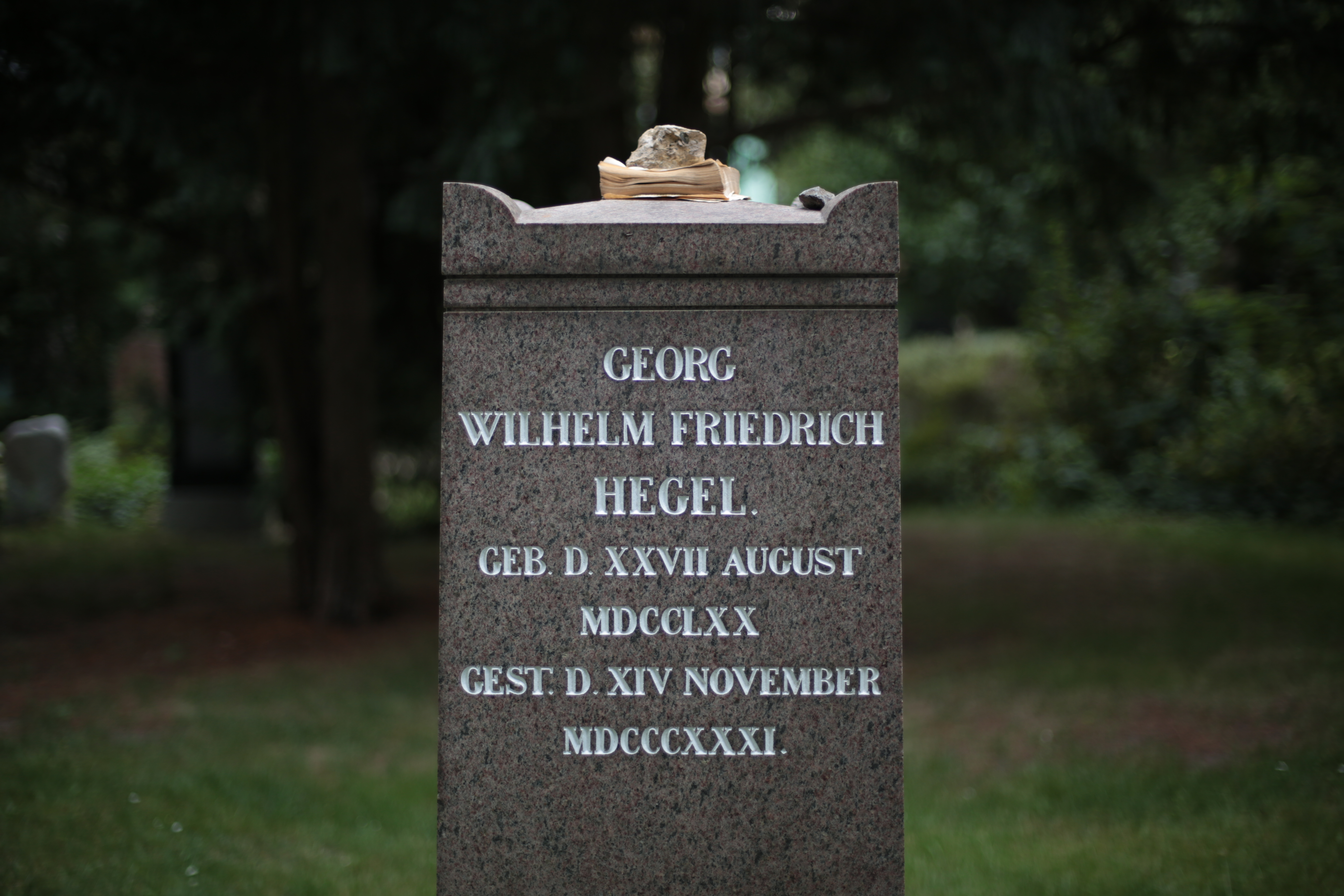
La tomba di Hegel al cimitero di Dorotheenstadt a Berlino

Il 23 marzo 1819, lo studente Carl Ludvig Sand, membro di una Burschenschaft (associazione studentesca) radicale, uccide a Mannheim il drammaturgo tedesco August von Kotzebue, spia russa. Sorgono forti polemiche fra molti filosofi berlinesi che si scagliano contro la condanna a morte dell'assassino. Professori di diritto e di teologia vengono allontanati dalle loro cattedre. Il regime prussiano reagisce con la censura sulle piccole pubblicazioni, estesa nel 1820 su tutte le opere, anche sui grandi volumi, limitando ulteriormente la già scarsa libertà di stampa e d'insegnamento; Hegel, in precedenza sostenitore dell'associazione, la condanna e si affretta a rielaborare i suoi Lineamenti di filosofia del diritto che escono nell'ottobre del 1820. La dissociazione pubblica non segnò necessariamente un reale cambiamento di idee del filosofo.
Solo nella seconda metà del '900, vengono pubblicati in Germania gli appunti degli studenti di Hegel, da cui risulta una "doppia personalità": un Hegel "essoterico" che si rivolge al grande pubblico con la "Filosofia del Diritto" e le opere sottoposte a censura, e uno "esoterico" che manifesta posizioni decisamente più aperte agli studenti durante i suoi corsi universitari. Oltre al motivo storico della censura, vi è anche ravvisabile la volontà - analogamente a Platone - che la filosofia sia all'interno di un percorso iniziatico, in cui il sistema completo, la verità intera, è mostrata a pochi.
Nel 1822 viaggia nei Paesi Bassi, nel 1824 a Praga e a Vienna; nel 1825 impone al figlio illegittimo Ludwig, che gli aveva rubato del denaro, di non portare più il suo cognome. Ludwig assume il cognome della madre, Fischer, e lascia la Germania: arruolato nell'esercito olandese, morirà di malaria a Giakarta il 28 agosto 1831, pochi mesi prima del padre. Nel 1827 escono gli Annali per la critica scientifica, rivista dell'hegelismo, cui collaborano, tra gli altri, Goethe e i fratelli Wilhelm e Alexander von Humboldt. Ad agosto parte per Parigi, dove è ospite dello storico e filosofo Victor Cousin. Il 18 ottobre, di ritorno a Berlino, incontra Goethe a Weimar; discutono della dialettica e Hegel dice che essa non è altro che lo spirito di contraddizione insito in tutti gli uomini, disciplinato in regole definite.
Nell'ottobre del 1829 Hegel, rettore dell'università di Berlino, nella prolusione accademica, celebra l'accordo tra la legge dello Stato e la libertà d'insegnamento. Nel 1830 condanna duramente le rivoluzioni liberali in Francia e in Belgio; nell'aprile del 1831 esce sulla Gazzetta ufficiale dello Stato prussiano l'ultimo scritto di Hegel, Sul progetto inglese di riforma elettorale, in cui condanna l'estensione del suffragio elettorale e si dichiara a favore del riconoscimento degli ordini sociali, i cosiddetti Stände.
Muore improvvisamente il 14 novembre, di colera o forse di un tumore allo stomaco, e gli vengono tributati funerali straordinari. Il teologo Philipp Marheineke e il critico Friedrich Förster pronunciano i sermoni funebri. Hegel è paragonato da quest'ultimo a un "cedro del Libano" e alla "stella del sistema solare dello spirito del mondo". Jacques D'Hondt vede in questi paragoni un'allusione alla massoneria e ricorda che l'articolo Freimaurerei (Massoneria) di Der Grosse Brockhaus lo dà come massone, della quale Hegel sarebbe stato membro come Fichte, vicino alla tomba del quale viene sepolto secondo la sua volontà, nel cimitero di Dorotheenstadt.
Dopo la sua morte, sulla base degli appunti raccolti dagli studenti, furono pubblicate nel 1832 le Lezioni sulla filosofia della religione e le Lezioni sulla storia della filosofia, nel 1837 le Lezioni sulla filosofia della storia, nel 1836 e nel 1838 le Lezioni sull'estetica.

## Aspetti generali della filosofia di Hegel

### La filosofia secondo Hegel
All'interno del pensiero idealistico Hegel elabora una filosofia autonoma, che, a partire dai primi lavori degli anni di insegnamento a Jena, mira alla elaborazione di un sistema maturo, poiché «soltanto come scienza o come sistema il sapere è effettuale, e può venire presentato soltanto come scienza o come sistema.» Infatti la filosofia «è essenzialmente sistema»». L'esigenza della costruzione di un sistema, come organizzazione ordinata e universale del sapere, rispondeva nell'ambiente romantico-idealistico:
- alla formazione di una cultura "libera" contro l'insegnamento ai fini di un'educazione specializzata e "pratica" come quella impartita nelle scuole, attraverso le quali i governi assolutisti formavano i loro funzionari;
- la necessità che questa cultura generale venisse organizzata in un'enciclopedia o in un sistema fondato sulla filosofia;
- infine, che l’enciclopedia riguardasse soltanto le scienze, e non anche i "mestieri" come si era fatto, invece, nella Enciclopedia francese di Diderot e D’Alembert.[39]

### Ragione come intero e processo teleologico
(Hegel, "Fenomenologia dello spirito", Prefazione, La Nuova Italia, Firenze 1960, p. 15)
Sin dagli Scritti teologici giovanili Hegel si oppone energicamente al cosiddetto "principio del nord", a quella separazione tra ideale e reale che era tipica del kantismo e che non lasciava spazio alla conoscenza del Reale, inteso questo come l'Intero dal quale la Ragione traeva il suo senso e il suo perché:
Per Hegel il presupposto della verità della conoscenza è un monismo assoluto di forme spirituali che si evolvono e si assolutizzano in un'unicità diveniente continua, dove il materiale e lo spirituale sono indistinguibili e connessi in un continuo superamento di "momenti" necessari del divenire storico per mezzo di una fenomenologia dove ciò che è posto trova la sua negazione e poi il suo superamento in una nuova figura (o appunto "fenomeno"). Si tratta di un processo teleologico necessario, che già nel 1807 veniva presentato così:

### La definizione dell'Assoluto
È su questa strada speculativa che si determina la nuova definizione dell'Assoluto come unione di finito e infinito ma anche come non-unione, opposizione di finito e infinito e immanenza dell'Assoluto nel mondo.
Hegel critica la pretesa del romanticismo che l'Assoluto si possa cogliere in un istante con l'immediatezza della passione e del sentimento o tramite l'arte o la fede in una religione rivelata, se a questi momenti intuitivi non seguano azioni speculative e pratiche. L'Assoluto richiede un percorso che partendo da un'esperienza immediata e sensibile, solo con la riflessione dialettica, faticosa e razionale, può giungere a un'apprensione mediata e intelligibile.
Questa concezione potrebbe sembrare quindi simile alla visione spinoziana dell'Assoluto, che coincide con la natura del Deus sive Natura; ma Spinoza intende una coincidenza statica di sostanza come assoluto con la natura, mentre per Hegel è soggetto spirituale in divenire, ovvero egli afferma che la realtà non è ipostaticamente sostanza, qualcosa d'immutabile, ma soggetto in continuo divenire. Hegel, in proposito, riprende e reinterpreta anche il concetto romantico di Spirito (Geist), che è considerato dal filosofo tedesco Ragione che sa se stessa e intende, pertanto, l'Assoluto come Spirito Assoluto che è colto intuitivamente dall'arte, simbolicamente nella rappresentazione dalla religione e concettualmente dalla filosofia.
Elementi della definizione dell'Assoluto hegeliano, secondo alcuni interpreti, sembrano ispirati dal neoplatonismo di Proclo, a proposito della dialettica dello spirito divino.

### L'unità e identità di soggetto e oggetto
Per Hegel, tra essere e pensiero, tra realtà e razionalità vi è assoluta compenetrazione e connessione: essi non sono due ambiti separati e indipendenti l'uno dall'altro, ma vanno concepiti come due modi in cui il pensiero si dà realtà. Per Hegel non si pone più il problema tipico della filosofia moderna (da Cartesio in poi) di come sia possibile che il pensiero di un soggetto abbia validità oggettiva; al contrario, per Hegel c'è una profonda continuità fra ambito della natura (mondo, oggettività, ecc.) e ambito dello spirito (io, soggettività, ecc.). Oggettività e soggettività sono identici, in quanto entrambi sono modi di configurarsi del pensiero, del logos. C'è un solo e identico logos che si esprime nella natura e nel soggetto pensante in due modi diversi:
(G.W.F. Hegel, Fenomenologia dello spirito, Pref., La Nuova Italia, Firenze 1960, pp. 31-32)
La famosa affermazione di Hegel
(G.W.F. Hegel, Lineamenti di filosofia del diritto. Diritto naturale e scienza dello Stato in compendio [1821], trad. it. di G. Marini [1987], Laterza, Roma-Bari 1999, p. 14.)
va interpretata nel duplice senso che: (1) ciò che è razionale non è qualcosa di esclusivamente soggettivo, di cognitivo, che appartiene a un soggetto umano, ma è qualcosa che costituisce la struttura interna di tutte le cose naturali, e di ogni realtà in generale; e (2) che ciò che è reale non è qualcosa di estraneo e refrattario al pensiero ma che è, al contrario, internamente articolato da una forza attiva che è il pensiero.
Per comprendere appieno il significato di questa tesi hegeliana, è importante tener a mente che la parola tedesca usata da Hegel per indicare "realtà" non è Realität bensì Wirklichkeit: reale non indica, pertanto, il semplice dato di fatto, la contingenza e l'accidentale, ma "la realtà effettiva, l’attualità, ossia la consapevolezza di ciò che wirkt, che produce degli effetti". Dunque, non si tratta di giustificare tutto ciò che accade in nome di una ragione universale estrinseca ai fatti, ma di comprendere come tutti i processi reali e tutte le realtà concrete siano caratterizzate da una struttura razionale.
La comprensione di questa unità e identità di soggetto-oggetto rappresenta il punto di approdo della Fenomenologia, la quale ha, come compito, di portare la coscienza naturale dal punto di vista del senso comune e dell'intelletto riflettente a quello del pensiero scientifico e filosofico. L'unità di soggetto e oggetto è chiamata da Hegel "l'elemento ... il fondamento, il terreno della scienza".

### Pensiero oggettivo
Per esprimere l'identità e unità di soggetto e oggetto, Hegel si serve dell'espressione pensiero o pensare oggettivo (objektives Denken). Con questa espressione Hegel vuole segnalare due aspetti importanti relativamente alle nozioni di pensiero, concetto, ragione, ecc.: (1) da un lato, che il pensare non si riduce in tutto e per tutto a un'attività del soggetto umano; (2) dall'altro, il fatto che il pensiero costituisce "l'intimo del mondo", l'essenza interna delle cose. Detto in altri termini, parlare di pensiero oggettivo equivale a dire che nel mondo c'è razionalità, che il mondo e la realtà sono qualcosa di intelligibile; pertanto il pensiero è tanto una attività del soggetto umano pensante quanto la struttura delle cose. 
Se Hegel attribuisce il pensiero al mondo, ciò non significa che voglia attribuire "coscienza alle cose naturali"; infatti, solo l'uomo, per Hegel, ha coscienza e possiede il pensiero nel senso di attività di coscienza. Il punto importante per Hegel è mostrare come sia una stessa ragione (o un medesimo pensiero) che si esprime in forme e in gradi di complessità diversi nelle cose naturali e negli esseri spirituali (l'uomo): nelle cose naturali come struttura razionale, anima delle cose; negli esseri spirituali come coscienza e pensiero autocosciente.
Se la filosofia è l'esposizione sistematica del pensiero o dell'Assoluto, in tutte le sue forme e in tutti i suoi gradi (logico, naturale e spirituale), e se il punto di vista della scienza consiste nel superare l'opposizione della coscienza fra un io e un mondo esterno, allora si può dire che:
ovvero

### La dialettica
Di conseguenza, il pensiero, per Hegel, non è un sistema di determinazioni fisse, come la tavola delle categorie di Kant, ma, in quanto costituisce "la sostanza delle cose esterne ... e dello spirituale", è piuttosto un processo, un movimento, una forza. Questo movimento del pensiero è solitamente indicato dagli interpreti con il nome di "dialettica"; Hegel, però, parla più spesso di auto-movimento (o più semplicemente di movimento) del concetto.
La spiegazione della dialettica in termini di tesi-antitesi-sintesi è fuorviante e falsa. Essa infatti non è autenticamente hegeliana, ma è il risultato delle sistematizzazioni e semplificazioni scolastiche di Hegel. Hegel piuttosto indica tre momenti che contraddistinguono ogni cosa reale e ogni struttura concreta: (a) il momento intellettivo, (b) il momento razionale negativo o dialettico e (c) il momento razionale positivo o speculativo. Nel § 79 dell'Enciclopedia Hegel fornisce una formulazione chiara e concisa dei tre momenti di questo processo:
Nella prima Prefazione alla Scienza della logica (1812) Hegel scrive:
Per spiegare il concetto di dialettica Hegel si serve spesso dell'analogia con lo sviluppo di un organismo vivente:
All'inizio c'è qualcosa che è solo in potenza; poi, questa cosa si realizza e pone le prime determinazioni; alla fine del processo, questa ha compiutamente realizzato nell'esistenza le determinazioni prima contenute soltanto in sé; si dice pertanto che è in sé e per sé. L'esempio classico riportato nella manualistica è quello del boccio-fiore-frutto, sebbene quando Hegel ne parla (Fenomenologia dello Spirito, Pref., p. 2), lo fa solo per dimostrare che la verità nasce proprio grazie al conflitto tra i vari sistemi filosofici, e "l'opinione [...] nella diversità scorge più la contraddizione che non il progressivo sviluppo della verità".

#### La critica al metodo come strumento e la dialettica come "vero metodo"
La dialettica non è un metodo, se con metodo si intende uno "strumento ... del conoscere" qualcosa che resta esteriore al suo contenuto e si configura come una costruzione soggettiva:
Al contrario per Hegel il vero metodo è:
è il procedimento mediante il quale il pensiero si realizza, mediante cui il concetto diventa oggettivo e reale. Il metodo è l'idea stessa: la forma pienamente adeguata al contenuto.

#### La nozione di "Aufhebung" ("toglimento")
Una nozione decisiva nello svolgimento dialettico è quella di (Aufhebung). L'Aufhebung è il passaggio dialettico, al contempo logico e metafisico, mediante cui due determinazioni opposte vengono tenute insieme in un'unità razionale. Aufheben in tedesco ha il doppio significato di 'metter via' e di 'conservare'; pertanto il termine non significa semplicemente eliminare una determinazione in favore di un'altra, ma significa che una determinazione non viene pensata più nella sua indipendenza, assolutezza e immediatezza, ma viene abbassata a momento di un intero. Scrive Hegel:
Si badi, infine, che il togliere non è un'attività compiuta da un soggetto, ma è uno sviluppo immanente a ogni determinazione di pensiero: ogni determinazione di pensiero finita si toglie e passa nella sua opposta, per risolversi infine in un'unità superiore.

### Intelletto e ragione
I filosofi idealisti tedeschi riprendono la distinzione kantiana tra intelletto, che opera nel campo della sensibilità e della scienza, e ragione, che si dedica al sapere metafisico e alla trascendenza ma, come fa Hegel, ne capovolgono il valore conoscitivo: l'intelletto è quindi un'attività conoscitiva che irrigidisce la realtà nella sua struttura dialettica; la ragione invece coglie la connessione esistente tra gli opposti arrivando a una sintesi necessariamente sempre superata da un nuovo processo dialettico in quell'incessante divenire che è la vivente realtà.

### Che cosa significaidealismo?
La filosofia hegeliana viene etichettata spesso come una forma radicalizzata di idealismo, nello specifico una radicalizzazione dell'idealismo trascendentale di Kant. Secondo questa lettura, Hegel porterebbe avanti il lavoro iniziato da Fichte, il quale aveva radicalizzato Kant eliminando la cosa in sé e riconducendo tutta la realtà all'attività e alla posizione di un Io. Si tratta di un'interpretazione sbagliata tanto per la filosofia post-kantiana quanto per la filosofia di Hegel.
"Idealismo" nel periodo della filosofia classica tedesca non significa negare l'esistenza delle cose esterne, e affermare come unica cosa esistente il soggetto; in altre parole, l'idealismo tedesco ha un significato diametralmente opposto all'idealismo di Berkeley.
Per quanto riguarda Hegel - come ha osservato Luca Illetterati -  è possibile notare che la sua posizione può essere caratterizzata tanto come un idealismo, quanto come un anti-idealismo, quanto ancora come un realismo. Un anti-idealismo perché Hegel è fortemente critico dell'impostazione trascendentale di Kant e dei post-kantiani, e in generale di ogni forma di soggettivismo, con la quale si cerca di risolvere e ridurre tutta la realtà nella soggettività umana: al contrario, per Hegel è fondamentale salvaguardare l'idea che nel mondo ci sia razionalità e ragione indipendentemente dall'intervento del soggetto umano; in quest'ultimo senso, dunque, Hegel è un realista (cfr. supra, pensiero oggettivo). "Ideale", dunque, non significa (come invece per Kant) qualcosa che vale soltanto in rapporto a un soggetto; e nemmeno indica un qualcosa che si contrappone a reale. Idealismo, invece, per Hegel indica una caratteristica logica molto generale che si può riscontrare a diversi livelli (logica, natura, spirito) e indica il fatto che le determinazioni finite non hanno un valore assoluto, ma si risolvono e rimandano sempre ad altro, e hanno vero significato soltanto nell'intero. La filosofia di Hegel dunque è idealismo nella misura in cui Hegel sostiene che il vero è l'intero e che il finito in generale non è ancora il vero.
Hegel è chiaro su questo punto in un passo della Scienza della logica:

### LaFenomenologia dello spirito

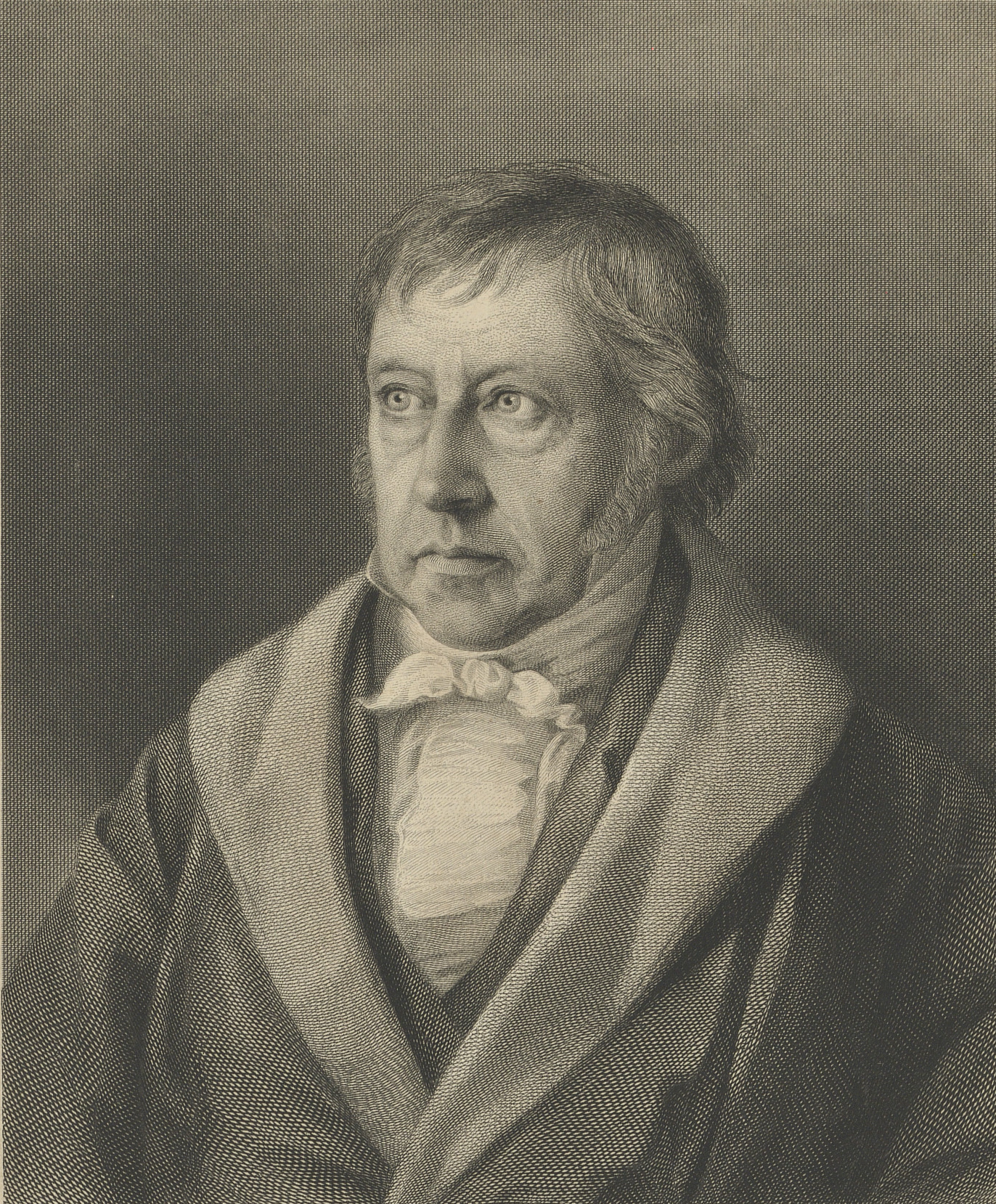
Hegel ritratto da Julius Ludwig Sebbers e Lazarus Sichling

La Fenomenologia dello spirito (Phänomenologie des Geistes) pubblicata a Bamberga il 1807 rappresenta la prima grande opera di Hegel. Con questa opera si conclude il periodo jenese e viene segnata una svolta decisiva all'interno della filosofia dell'autore. L'opera viene presentata come prima parte introduttiva di un "Sistema della scienza", composto poi da logica, filosofia della natura e filosofia dello spirito.
Il compito e la funzione della Fenomenologia consistono nel condurre la coscienza naturale e finita al punto di vista della scienza filosofica, ovvero al sapere assoluto (absolutes Wissen), ovvero dal conoscere finito al conoscere infinito; detto altrimenti, la Fenomenologia mostra il passaggio dall'opposizione ed estraneità del soggetto rispetto all'oggettività della coscienza finita, al riconoscimento da parte della coscienza di essere in identità e unità con la realtà.
Il percorso della coscienza esposto nella Fenomenologia intende presentarsi come un movimento dialettico immanente alla coscienza, e non come qualcosa di imposto arbitrariamente dall'esterno; in virtù di questa necessità interna la coscienza stessa riconosce, volta per volta, l'inadeguatezza del proprio punto di vista. La Fenomenologia, dunque, rappresenta l'esperienza che la coscienza fa di sé e del proprio oggetto.
L'opera è preceduta da una lunga Prefazione e da una più breve Introduzione. Nella Prefazione, che in realtà era pensata come prefazione all'intero sistema (e non esclusivamente alla Fenomenologia), Hegel presenta alcune delle più note formulazioni delle sue posizioni filosofiche: la concezione della verità come intero (che comprende fine e attuazione del fine); la nozione di auto-movimento del concetto (o dialettica); la critica al metodo (in filosofia) e al formalismo matematico; la critica alla forma logica del giudizio e la nozione di "proposizione speculativa"; e infine la celebre concezione dell'assoluto come soggetto, e le relative critiche a Spinoza, Fichte, Schelling e i romantici.
L'articolazione interna è molto complessa, dal momento che Hegel stesso ha fornito due diversi modi per dividere l'opera, che si presentano assieme nella versione definitiva. Nello specifico, è possibile articolare l'opera come un susseguirsi di figure (contrassegnate dal numero romano), che però a gruppi o singolarmente fanno riferimento a momenti (o tappe), ovvero a dei particolari modi in cui si configura il rapporto della coscienza con il suo oggetto.
| I. La certezza sensibile o il questo e l'opinione                        | A. Coscienza     | A. Coscienza         |
| II. La percezione o la cosa e l'illusione                                | A. Coscienza     | A. Coscienza         |
| III. Forza e intelletto, fenomeno e mondo ultrasensibile                 | A. Coscienza     | A. Coscienza         |
| IV. Dialettica signore-servo, stoicismo, scetticismo, coscienza infelice | B. Autocoscienza | B. Autocoscienza     |
| V. Certezza e verità della ragione                                       | C.               | (AA) Ragione         |
| VI. Lo spirito                                                           | C.               | (BB) Spirito         |
| VII. La religione                                                        | C.               | (CC) Religione       |
| VIII. Il sapere assoluto                                                 | C.               | (DD) Sapere assoluto |

### Scienza della logica
La Scienza della logica è un'opera di Hegel, pubblicata tra il 1812 e il 1816, a cui seguirà una seconda edizione della prima parte pubblicata postuma nel 1831. L'opera costituisce la prima parte di un progetto sistematico ("Sistema della scienza"), preceduto da un'opera introduttiva (i.e. la Fenomenologia) e che dovrebbe esser seguito da una Filosofia della natura e una Filosofia dello spirito.
La Scienza della logica ha come oggetto il pensiero puro, essa è "la scienza dell'idea pura, dell'idea nell'elemento astratto del pensiero" (Enc. 1830, § 19).
L'opera è divisa in due parti:
1. Logica oggettiva:
  - Dottrina dell'essere.
  - Dottrina dell'essenza.
2. Logica soggettiva:
  - Dottrina del concetto

#### La posizione dellaLogicanel sistema
Tutta la filosofia secondo Hegel ha come proprio oggetto il "pensiero" (inteso nel senso di pensiero oggettivo). Nello specifico la Logica, che costituisce la prima parte della filosofia (seguita dalla Filosofia della natura e dalla Filosofia dello spirito), ha come proprio oggetto di indagine il pensiero in quanto pensiero puro: 
(G. W. F. Hegel, Enciclopedia, cit., § 24, Agg. 2)
La natura è il pensiero nell'elemento dell'esteriorità; mentre lo spirito è il pensiero che diventa autocosciente, che si sa come pensiero.

#### La logica speculativa e la critica alle logiche formali e trascendentali
La logica hegeliana è "logica speculativa", logica del concreto, che si oppone tanto alla logica formale (o logica dell'astratto come quella aristotelica, che si limita a considerare il pensiero nella sua struttura formale,  facendo astrazione da ogni contenuto e come tale non è capace di esprimere la vita) quanto alla logica trascendentale di impronta kantiana che, pur essendo una logica non astratta ma che prende in considerazione il contenuto, tuttavia procede secondo un punto di vista unilaterale e limitato che è quello del pensare intellettualistico e soggettivo. Per Kant, infatti, il pensare è l'attività dell'intelletto, dunque di qualcosa che si arresta a determinazioni finite, a opposizioni assolute fra determinazioni, per cui non è in grado di cogliere l'unità di determinazioni opposte e quindi non è in grado di cogliere il concreto. Inoltre per Kant il pensare è soggettivo nel senso che viene considerato esclusivamente come un'attività del soggetto umano, finito.
Per Hegel, al contrario, il pensare è un che di oggettivo, qualcosa che non si esaurisce nell'attività del soggetto. Il pensare costituisce l'anima immanente delle cose: la realtà è identità di pensiero ed essere, e quindi il reale è razionale, nel senso in cui si dice che ci sono leggi nella natura, che c'è della ragione nel mondo, che le cose in generale obbediscono a principi e a regole.

#### Logica speculativa e vecchia metafisica
La logica speculativa per Hegel non deve soltanto superare i limiti delle logiche formali e trascendentali, ma anche quelli della metafisica. La posizione di Hegel sulla metafisica pur essendo ambivalente (di critica e ammirazione ad un tempo), è tutto sommato chiara: Hegel infatti sostiene che una delle colpe di Kant è stata quella di avere privato il popolo tedesco della metafisica, ma «un popolo civile senza metafisica [è] simile a un tempio riccamente ornato, ma privo di santuario»; con ciò, però, non si deve pensare che l'operazione di Hegel sia un ritorno ingenuo alla metafisica dogmatica pre-critica; Hegel è ben consapevole dei limiti e difetti della metafisica (come è evidente nel § dedicato alla metafisica classica nelle Considerazioni del pensiero sull'oggettività, in Enc. 1830). Dunque, quando Hegel scrive che
intende dire che la logica costituisce lo sviluppo e l'inveramento di quello che un tempo si chiamava metafisica. Hegel, come Kant sia pure in modo diverso, è critico nei confronti della metafisica. Per Hegel, infatti, la metafisica presenta due grandi difetti: (1) tratta i suoi oggetti con categorie del pensare finito tipiche dell'intelletto, arrestandosi alle opposizioni fra determinazioni di pensiero; (2) è compromessa con forme rappresentative (come Dio, l'anima, ecc.) e non concettuali, e dunque non possiede ancora il punto di vista della logica, che deve avere a che fare esclusivamente con determinazioni di pensiero.

## Critiche a Hegel
Nonostante abbia goduto di ampio consenso per quasi tutto l'Ottocento, Hegel e la sua filosofia sono stati oggetto di numerose critiche.

### XIX secolo: idealismo tedesco
Nell'ambito dell'idealismo tedesco, il filosofo tedesco Friedrich Schelling fu tra i primi e più severi critici di Hegel. Egli, infatti, rintracciava nella filosofia hegeliana una grave impostura di fondo: dal fatto che una realtà sia razionalmente pensabile, infatti, Hegel concludeva che questa debba necessariamente esistere. Per Schelling è assurdo: il pensiero può stabilire soltanto le condizioni negative o necessarie (ma non sufficienti) perché qualcosa esista; la realtà effettiva, invece, non può essere creata, determinata dal pensiero logico, perché nasce da una volontà libera e irriducibile alla mera necessità razionale. Le condizioni positive che rendono possibile l'esistenza scaturiscono da un atto incondizionato e assoluto che, in quanto tale, è al di sopra di ogni spiegazione dialettica, mentre Hegel intendeva fare dell'Assoluto proprio il risultato di una mediazione logica, che giungerebbe a consapevolezza di sé solo a conclusione del processo dialettico. Secondo Schelling è in particolare nella Natura, regno della caduta, che la filosofia hegeliana mostra tutti i suoi limiti, incapace com'è di cogliere l'aspetto volontario e non necessario del passaggio alla realtà. Il presunto estraniarsi dell'Idea nell'«Altro-da-sé» infatti avviene sempre all'interno del processo iniziale, in una maniera automatica che non rende ragione della caducità e della disgregazione a cui la Natura spesso è assoggettata.
Hegel inoltre sarà uno dei principali bersagli polemici delle filosofie dell'esistenza e delle filosofie irrazionalistiche del secondo Ottocento. Arthur Schopenhauer, tra questi, definì Hegel «un ciarlatano di mente ottusa, insipido, nauseabondo, illetterato, che raggiunse il colmo dell'audacia scarabocchiando e scodellando i più pazzi e mistificati non-sensi». Schopenhauer sostenne che, se si volesse istupidire un giovane, basterebbe fargli leggere le opere di Hegel per renderlo inetto a pensare. Alla rappresentazione hegeliana di un mondo retto dalla razionalità e da una finalità interna, Schopenhauer contrappone, infatti, quella di una realtà dominata da un cieco impulso irrazionale e da una pura volontà senza scopo.
Anche Friedrich Nietzsche, che per molti versi eredita la lezione di Schopenhauer, critica duramente la filosofia hegeliana.
Per Søren Kierkegaard, invece, la filosofia di Hegel propone un illusorio superamento delle contraddizioni della realtà, che, invece, si presentano irresolubili nell'esistenza concreta: all'astratta logica dialettica dell'et et, egli propone quella drammatica e concreta dell'aut aut.
Di diverso tenore le critiche di Karl Marx e Ludwig Feuerbach, i quali rimproveravano a Hegel il suo ideologismo, il fatto che questi facesse discendere la realtà dall'idea, mentre secondo loro sarebbe la base materiale, economica e storica, a generare quella teoria che poi, a sua volta, tornerà a modificare la prassi. Nonostante ciò, Marx fondava il suo materialismo storico sulla dialettica hegeliana, mirando appunto a prelevarne il nocciolo razionale nascosto nel "guscio mistico".
Secondo Ferdinand Christian Baur (Die christliche Gnosis, 1835), la filosofia della religione di Hegel non è panteistica, ma profondamente legata allo gnosticismo antico.

### XX secolo: totalitarismo
Più recentemente Karl Popper ha definito Hegel un "profeta del totalitarismo" per la sua concezione della storia in cui prevale la dimensione assoluta dello Stato. Popper respingeva anche l'idea che la dialettica hegeliana avesse un valore reale e ontologico, essendo palesemente contraria al principio di non-contraddizione. Popper contestava il fatto che le contraddizioni possano essere accolte e accettate come un dato di fatto, mentre in realtà dovrebbero servire a testimoniare l'incoerenza di una teoria e a falsificarla. Hegel invece, sostenendo che la realtà è intimamente contraddittoria, si è sottratto a ogni logica e quindi, con fare disonesto, al rischio stesso di poter essere confutato. In proposito, Popper si è rifatto a Kant e alla differenza che questi poneva tra "opposizione logica" e "opposizione reale". Esempi di opposizione reale erano per Kant il salire e il cadere, il sorgere e il tramontare, il debito e il credito: in tutti questi casi, ciò che chiamiamo negativo è nella realtà un positivo anch'esso, perché non esistono oggetti "negativi" di per sé. Se esistono non possono venir equiparati a un non-essere; la negazione può essere solo logica. L'opposizione che su un piano astratto assume come estremi A e non-A, sul piano reale ha come estremi A e B, cioè opposti che sono entrambi positivi, reali. Hegel invece, secondo Popper, ha attribuito alla realtà le caratteristiche della logica astratta, in maniera assurda, trasferendo le contraddizioni logiche dal pensare all'essere e sostenendo, come poi avrebbe fatto Marx, l'"oggettività" del negativo.
Martin Heidegger critica Hegel sostenendo che per lui occorreva invece «tenere il sistema di Hegel in cima allo sguardo e quindi pensare in una direzione totalmente opposta», aggiungendo: «Io stesso non so ancora abbastanza chiaramente come debba essere definita la mia "posizione" rispetto a Hegel. Come "posizione antitetica" sarebbe troppo poco».
Tra i critici del pensiero di Hegel si possono annoverare infine anche coloro che lamentano la complessità formale dei suoi scritti come Alexandre Koyré secondo cui il linguaggio di Hegel sarebbe «incomprensibile» e «intraducibile» con il ricorso anche a giochi di parole non sempre centrati come il famoso "aufheben". Theodor Haering è convinto che sia « [...] un segreto di Pulcinella che nessun interprete di Hegel sia in grado di spiegare, parola per parola, una sola pagina dei suoi scritti.» Il filosofo Massimo Baldini in alcune sue pubblicazioni sul linguaggio filosofico, annovera Hegel fra i filosofi più criptici e oscuri insieme con Johann Gottlieb Fichte e a Schelling.

### Razzismo
Fra la fine del '900 e gli anni 2000, la critica postcoloniale ha rivisitato molte delle dichiarazioni di Hegel sulla schiavitù e sulle origini dello spirito umano, riscontrando varie teorie apertamente razziste in linea con quelle di vari altri filosofi dell'epoca che per lungo tempo non erano state fatte oggetto di particolare analisi. Christian M. Neugebauer scrive in proposito: «Nella filosofia europea il razzismo di Hegel rimane un fatto ben nascosto e a volte completamente sconosciuto, quando non misconosciuto, quindi non dovrebbe sorprendere che manchi qualunque tipo di seria discussione teoretica su questo punto.»
Vari critici si sono concentrati sulle idee espresse da Hegel nelle Lezioni sulla filosofia della storia e nell'Enciclopedia delle scienze filosofiche. Ad esempio, nelle sue Lezioni sulla filosofia della storia, Hegel scrive: «La schiavitù è in sé e per sé un'ingiustizia, poiché l'essenza dell'uomo è la libertà; tuttavia, bisogna che prima l'uomo divenga maturo per la libertà. Perciò l'abolizione graduale della schiavitù è qualcosa di più appropriato, di più corretto che non la sua cancellazione improvvisa», ma aggiunge anche: «Presso i negri si riscontra un'estrema mancanza di coscienza della personalità: ecco perché si lasciano ridurre in schiavitù così facilmente». O ancora: «Come già abbiamo detto, il negro incarna l'uomo allo stato di natura in tutta la sua selvatichezza e sfrenatezza. Se vogliamo farci di lui un'idea corretta, dobbiamo fare astrazione da qualsiasi nozione di rispetto, di morale, da tutto ciò che va sotto il nome di sentimento: in questo carattere non possiamo trovare nulla che contenga anche soltanto un'eco di umanità.»
Affermazioni di questo tipo richiamano i temi e il linguaggio spesso impiegati dal cosiddetto razzismo "scientifico", una credenza pseudoscientifica che aveva iniziato a prendere piede qualche decennio prima dell'epoca di Hegel e che avrebbe poi esercitato un impatto fondamentale sulla cultura, sul pensiero e sulla politica occidentale nei secoli XVIII-XX.
Allo stesso tempo, Hegel dimostra però grande simpatia per le rivolte degli schiavi della Rivoluzione haitiana, nelle quali crede di riconoscere la dialettica signore-servo. Haiti era stato infatti il primo paese ex schiavista a introdurre i diritti umani universali, ispirati dalla Dichiarazione dei diritti dell'uomo e del cittadino del 1789, prima ancora che venissero introdotti in Francia o negli Stati Uniti. Per Hegel, questo sviluppo storico dimostra la realizzazione dell'idea di libertà nella storia del mondo.
Riferendosi all'apparente contraddizione fra le posizioni di Hegel riguardo alla schiavitù e al razzismo scientifico, la presidente dell'Associazione Internazionale per lo Studio e la Promozione della Filosofia di Hegel, Dina Emundts, ha dichiarato nel 2020: «Essere razzista e allo stesso tempo chiedere diritti umani per tutti non è una contraddizione in termini. Lo hanno fatto sia Kant sia Hegel».
Più in generale, commentando l'influenza di Hegel, Kant e Voltaire sull'illuminismo europeo e le loro teorie razziste, la giornalista tedesca Alice Hasters scrive nel 2019: «L'Illuminismo dovrebbe essere ricordato come l'epoca della separazione dei poteri e dei diritti umani. Ma come si può nascondere il fatto che questi diritti umani non siano mai stati destinati a tutti? Non è un caso che la colonizzazione e la schiavitù siano aumentate enormemente con lo sviluppo delle teorie illuministe».
Darrell Moellendorf rimarca però una differenza fra le posizioni razziste sostenute da Hegel e il suo sistema filosofico, affermando che le sue teorie sulla Filosofia dello Spirito non conducono necessariamente al razzismo, ma ne lasciano aperta la possibilità: il razzismo di Hegel, nella sua analisi, si spiega non tanto sul piano filosofico quanto con il clima generale di razzismo del XIX secolo.

### Altri autori
Secondo Glenn Alexander Magee, il dio di Hegel deve molto alla tradizione dell'ermetismo poiché è privo di autocoscienza e crea il mondo per potersi conoscere nel nome in cui la creatura umana (o angelica) conosce e contempla la sua intima interiorità.

## Opere
Dopo la morte di Hegel la prima edizione delle sue opere fu pubblicata da "un gruppo di amici dello scomparso":
- Werke. Vollständige Ausgabe durch einen Verein von Freunden des Verewigten. 18 volumi. Berlino, 1832–1845.

Questa edizione ignorava completamente i manoscritti inediti giovanili e iniziava con gli scritti del periodo jenese.
L'edizione comunemente utilizzata è quella in 20 volumi a cura di Eva Moldenhauer e Karl Markus Michel, basata sulla precedente:
- Werke in 20 Bänden. Auf der Grundlage der Werke von 1832 bis 1845 neu ediert. Suhrkamp, Frankfurt/M. 1969–1971.

Una nuova edizione critica, basata su criteri strettamente filologici, è in corso di pubblicazione:
- Gesammelte Werke. URL consultato il 12 gennaio 2025. (Akademieausgabe; GW). Herausgegeben von der Rheinisch-Westfälischen Akademie der Wissenschaften. Amburgo, Meiner, 1968 ss.

### Scritti giovanili
- Hegel (?); Hölderlin (?), Schelling (?), Il più antico programma di sistema dell’idealismo tedesco, a cura di Leonardo Amoroso,  Pisa, Ets, 2007.
- I principi di Hegel, a cura di E. De Negri, Firenze 1949.
- Vita di Gesù, a cura di A. Negri, Bari, Laterza 1971.
- Scritti teologici giovanili, a cura di N. Vaccaro, E. Mirri, Guida, Napoli 1972. (traduzione dei Theologische Jugendschriften pubblicati da Herman Nohl nel 1907).
- Scritti giovanili, a cura di E. Mirri, Guida, Napoli 2015 (1785-1800: traduzione dei prime due volumi dell'edizione critica delle Gesammelte Werke).
- Scritti politici (1798-1806), a cura di A. Plebe, Laterza, Bari 1961.
- Le orbite dei pianeti, a cura di A. Negri, Laterza, Roma-Bari 1984.
- Primi scritti critici, a cura di R. Bodei, Milano 1971.
  - Differenza tra il sistema filosofico di Fichte e quello di Schelling, in Primi scritti critici, a cura di R. Bodei, Mursia, Milano 1990, pp. 1–120.
  - Fede e sapere, in Primi scritti critici, a cura di R. Bodei, Mursia, Milano 1990, pp. 121–261.
- Credere e sapere, a cura di A. Tassi, Brescia, Morcelliana, 2013.
- L'articolo introduttivo al "Kritisches Journal der Philosophie": Sull'essenza della critica filosofica, a cura di S. Baritussio, in "Verifiche", 12, 1983, pp. 101–29.
- Eleusis, carteggio. Il poema filosofico del giovane Hegel e il suo epistolario con Hölderlin. Testo tedesco a fronte, a cura di L. Parinetto, Milano-Udine, Mimesis, 2014.
- Il bisogno di filosofia (1801-1804), a cura di C. Belli e J.M.H. Mascat, Prefazione di P. Valenza e Postfazione di P. Vinci, Milano-Udine, Mimesis, 2014.
- Rapporto dello scetticismo con la filosofia, a cura di N. Merker, Laterza, Roma-Bari 1984.
  - Rapporto dello scetticismo con la filosofia, a cura di R. Pettoello e E. Colombo, Brescia, Morcelliana, 2018.
- Eticità assoluta e diritto positivo. Le maniere di trattare scientificamente il diritto naturale, a cura di M. Del Vecchio, Franco Angeli, Milano 2003.
- Scritti di filosofia del diritto (1802-1803), a cura di A. Negri, Laterza, Bari 1962.
- Filosofia dello spirito jenese, a cura di G. Cantillo, Laterza, Roma-Bari 2008 (ed. or. 1984).
- Logica e metafisica di Jena (1804-05), a cura di F. Chiereghin, traduzione, introduzione e commento di F. Biasutti, L. Bignami, F. Chiereghin, A. Gaiarsa, M. Giacin, F. Longato, F. Menegoni, A. Moretto, G. Perin Rossi, Verifiche, Trento 1982.
- La filosofia della natura. Quaderno jenese (1805-1806), a cura di A. Tassi, Guerini, Milano 1994.

### Fenomenologia dello spirito
- Fenomenologia dello spirito, trad. di E. De Negri, 2 voll., La Nuova Italia, Firenze 1960.
- Fenomenologia dello spirito, a cura di V. Cicero, Bompiani, Milano 2000.
- Sistema della scienza, parte prima: La fenomenologia dello spirito, a cura di G. Garelli, Einaudi, Torino 2008.
- Signoria e servitù nella «Fenomenologia dello spirito», a cura di A. Tassi, Brescia, Morcelliana, 2019.

### Scritti di Norimberga e Heldelberg
- La scuola e l'educazione. Discorsi e relazioni (Norimberga 1808-1816), a cura di L. Sichirollo, A. Burgio, Franco Angeli, Milano 1985.
- Propedeutica filosofica, traduzione, introduzione e note di G. Radetti, La Nuova Italia, Firenze 1951.
- Propedeutica filosofica, a cura di N. Cantatore e G. Guerra, Loreto Ancona, Tombolini editore, 2017.
- Philosophische Enzyklopädie = Enciclopedia filosofica (1808-09), edizione critica del manoscritto con traduzione a fronte. Nuova edizione a cura di Paolo Giuspoli, Napoli, Istituto Italiano per gli Studi Filosofici Press, 2022 (pima edizione Trento, Verifiche, 2006)
- Logica e Sistema delle scienze particolari (1810-11), introduzione, traduzione e note di Paolo Giuspoli, Trento, Verifiche, 2001.
- Sul meccanismo, il chimismo, l’organismo e il conoscere, Introduzione, traduzione e commento di L. Illetterati, Trento, Verifiche, 1996.
- Verso la 'Scienza della logica': le lezioni di Hegel a Norimberga, a cura di Paolo Giuspoli, Trento, Verifiche, 2000.
- Scienza della logica, trad. di A. Moni, revisione della trad. e nota introduttiva di C. Cesa, Laterza, Bari 1968.
- Scienza della logica
  - Vol. 1: Libro primo. L'essere (1812), a cura di P. Giuspoli, G. Castegnaro, P. Livieri, Verifiche, Trento 2009.
  - Vol. 2: 'Scienza della logica. 1. Logica oggettiva. Libro secondo. L’essenza (1813), a cura di Paolo Giuspoli, Giovanni Castegnaro, Federico Orsini, Trento, Verifiche, 2018.
  - Vol. 3: Il concetto (1816), Padova, Verifiche, in corso di pubblicazione;
  - Vol. 4: L’essere (1832), Padova, Verifiche, in preparazione.
- Valutazione degli atti a stampa dell'assemblea dei deputati del regno del Wurttemberg negli anni 1815 e 1816, in Scritti politici (1798-1811), a cura di C. Cesa, Einaudi, Torino 1974 pp. 133–270.
- La dialettica di Jacobi. Recensione del 1817 al terzo volume delle opere di Jacobi, a cura di M. Del Vecchio, Franco Angeli, Milano 1984.
- Enciclopedia delle scienze filosofiche in compendio (1817), trad. di F. Biasutti, L. Bignami, F. Chiereghin, G. F. Frigo, G. Granello, F. Menegoni, A. Moretto, Verifiche, Trento 1987.
- Enciclopedia delle scienze filosofiche in compendio. Heidelberg 1817, Brescia, Morcelliana, 2017.

### Scritti berlinesi
- Lineamenti di filosofia del diritto, a cura di F. Messineo, Laterza, Bari 1913; nuova ed. 1954, a cura di A. Plebe, con le note autografe hegeliane.
- Lineamenti di filosofia del diritto. Diritto naturale e scienza dello stato, a cura di V. Cicero, Rusconi, Milano 1996.
- Lineamenti di filosofia del diritto. Diritto naturale e scienza dello Stato in compendio con le Aggiunte di Eduard Gans, a cura di Giuliano Marini, Roma-Bari, Laterza 1999.
- Enciclopedia delle scienze filosofiche in compendio. Heidelberg 1817, a cura di Adriano Tassi, Brescia, Morcelliana, 2017.
- Enciclopedia delle scienze filosofiche in compendio, a cura di B. Croce, introduzione di C. Cesa, Laterza, Roma-Bari 2002 (ed. orig. 1907).
- Enciclopedia delle scienze filosofiche in compendio, con le Aggiunte, 3 voll., a cura di V. Verra, A. Bosi, UTET, Torino 1981-2002.
- Enciclopedia delle scienze filosofiche in compendio [1830], a cura di V. Cicero, Bompiani, Milano 2007 (ed. or. 1996).
- Scritti berlinesi. In appendice: Frammento sulla filosofia dello Spirito soggettivo, a cura di M. Del Vecchio, Franco Angeli, Milano 2001.
- Due scritti berlinesi su Solger e Humboldt, a cura di G. Pinna, Liguori, Napoli 1990.
- Il progetto inglese di riforma elettorale, in Scritti politici (1798-1831), a cura di C. Cesa, Einaudi, Torino 1972.
- Scritti politici (1798-1831), a c. di C. Cesa, Torino 1972.
- Prefazione alla "Filosofia della religione" di Hinrichs, a c. di S. Sorrentino, Napoli 1975.
- Dilthey, Hegel, Giordano Bruno, Agorà & Co., 2018. (Nel volume si pubblicano le traduzioni di alcuni testi dedicati a Giordano Bruno composti da Hegel e da Dilthey).
- Lezioni sulla logica (1831), a cura di G. Frilli, Pisa, ETS, 2018.
- Come il senso comune debba comprendere la filosofia, Pisa, ETS, 2017.
- Detti memorabili di un filosofo, Roma, Editori Riuniti, a cura di N. Merker, Roma, Editori Riuniti, 2017.
- Sistema dell'eticità, a cura di A. Tassi, Brescia, Morcelliana, 2016.
- Le maniere scientifiche di trattare il diritto naturale. Testo tedesco a fronte, a cura di C. Sabbatini, Milano, Bompiani, 2016.
- Sul Wallenstein. Tragedia senza dialettica, a cura di F. Valagussa, Milano, AlboVesorio, 2014.
- Prefazione alla Filosofia della religione di Hinrichs, a cura di S. Achella,  Napoli-Salerno, Orthotes, 2014.
- Antigone, a cura di E. Virgili, Milano, AlboVersorio, 2014.
- Il metodo della filosofia. La prefazione alla «Scienza della logica» e alla «Filosofia del diritto», Firenze, Le Lettere, 2012.
- Eticità assoluta e diritto positivo. Le maniere di trattare scientificamente il diritto naturale, a cura di M. Del Vecchio, Milano, Franco Angeli, 2011.

### Corsi tenuti ad Heidelberg e Berlino
- Sul meccanismo, il chimismo, l'organismo e il conoscere, a cura di L. Illetterati, Trento, 1996.
- Filosofia della natura. La lezione del 1819-20, a cura di M. Del Vecchio, Franco Angeli, Milano 2007.
- Filosofia della natura. Lezioni del 1823-1824, a cura di M. Del Vecchio, Franco Angeli, Milano 2009.
- Lezioni sulla filosofia dello spirito (1827-1828), a cura di R. Bonito Oliva, Guerini, Milano 2000.
- Lezioni di filosofia del diritto. Secondo il manoscritto di Wannenmann. Heidelberg 1817/1818, a cura di P. Becchi, Istituto Benincasa, Napoli 1993).
- Lezioni sulla filosofia della storia, a cura di G. Calogero, C. Fatta, 4 voll., La Nuova Italia, Firenze 1941-63.
- Lezioni sulla filosofia della storia, a cura di G. Bonacina, L. Sichirollo, Laterza, Roma-Bari 2008 (ed. or. 2003).
- Filosofia della storia universale. Secondo il corso tenuto nel semestre invernale 1822-23. Sulla base degli appunti di K. G. van Griesheim, H. G. Hotho e F. C. H. van Kehler, a cura di K.-H. Ilting, K. Brehmer, H. N. Seelmann, introduzione di S. Della Valle, Einaudi, Torino 2001.
- Lezioni sulla storia della filosofia, a cura di E. Codignola, G. Sanna, 3 voll., La Nuova Italia, Firenze 1934.
- Lezioni sulle prove dell'esistenza di Dio, a cura di G. Borruso, Laterza, Bari 1970.
- Lezioni sulle prove dell'esistenza di Dio, a cura di A. Tassi, Morcelliana, Brescia 2009.
- Lezioni di estetica. Corso del 1823, nella trascrizione di H. G. Hotho, a cura di P. D'Angelo, Laterza, Roma-Bari 2007 (ed. or. 2000).
- Estetica, a cura di N. Merker, N. Vaccaro, 2 voli., Einaudi, Torino 1976.
- Estetica. Testo tedesco a fronte, a cura di F. Valagussa, Milano, Bompiani 2012.
- Lezioni sulla filosofia della religione, 3 voll., a cura di E. Oberti, G. Borruso, Zanichelli, Bologna, 1974 (2 volumi).
- Lezioni di filosofia della religione', a cura di R. Garaventa, S. Achella, 2 voll., Guida, Napoli 2003-08.
- Lezioni sulla storia della filosofia, 3 voll., a cura di E. Codignola e G. Sanna, La Nuova Italia, Firenze 1973.
- Lezioni sulla storia della filosofia, tenute a Berlino nel semestre invernale del 1825-1826, tratte dagli appunti di diversi uditori. In appendice i manoscritti delle introduzioni del 1820 e del 1823, a cura di R. Bordoli, Laterza, Roma-Bari 2009.
- Lezioni su Platone (1825-1826). Testo del quaderno di K. G. van Griesheim pubblicato da J.-L. Vieillard Baron, a cura di G. Orsi, Guerini, Milano 1995.
- Estetica. Il manoscritto della «Bibliothèque Victor Cousin», a cura di D. Giugliano, Torino, Einaudi, 2017.
- Introduzione all'Enciclopedia (1830), Roma, Studium, 2017.
- Lezioni sulla logica (1831), a cura di Guido Frilli, Pisa, ETS 2018.
- Scritti storici e politici, a cura di D. Losurdo, Roma-Bari, 1997.

Nel novembre 2022, sono state scoperte migliaia di pagine di appunti inediti relativi alle lezioni tenute a Heidelberg.

### Epistolario
- Epistolario, a cura di P. Manganaro, 2 voll., Guida, Napoli 1983-88.
- Lettere, a cura di P. Manganaro, V. Spada, Laterza, Bari 1972.

### Sulla vita di Hegel
- Karl Rosenkranz, Vita di Hegel, Milano, Mondadori, 1974, SBN RCA0309274.
- Terry Pinkard, Hegel - A Biography, Cambridge, Cambridge University Press, 2001, ISBN 0521003873.
  -  Terry Pinkard, Hegel. Il filosofo della ragione dialettica e della storia, Bologna, Il Mulino, 2018, ISBN 978-8820380922.
- Frederick Beiser, Hegel, New York-Londra, Routledge, 2010, ISBN 9780415312080.

#### Fonti citate
- Baldini M., Contro il filosofese, Laterza, Roma-Bari 1991.
- Baldini M., Elogio dell'oscurità e della chiarezza, Armand, Roma 2004.
- Baldini M., Parlar chiaro, parlare oscuro, Laterza, Roma-Bari 1989
- Beiser F., The Fate of Reason German Philosophy from Kant to Fichte, Harvard University Press, Harvard 1987.
- Bodei R., Sistema ed epoca in Hegel, il Mulino, Bologna 1975 (poi: La civetta e la talpa. Sistema ed epoca in Hegel, il Mulino, Bologna 2014).
- Cesa C., Introduzione in G.W.F. Hegel, Enciclopedia delle scienze filosofiche in compendio, Laterza, Roma-Bari.
- Cesa C. (a cura di), Guida a Hegel, Laterza, Roma-Bari 2004.
- Chiereghin F., Hegel e la metafisica classica, CEDAM, Padova, 1990.
- Chiereghin F., Note sul modo di tradurre "aufheben", «Verifiche», 25 (1996), pp. 233–49.
- Chiereghin F., Storia della filosofia e sistema: il significato storico-speculativo della trasformazione della metafisica in logica secondo Hegel, in La logica di Hegel e la storia della filosofia, Atti del Convegno internazionale di Cagliari (20-22 aprile 1993), a cura di Movia G., Edizioni AV, Cagliari 1996, pp. 25–47.
- D’Hondt J., Hegel segreto. Ricerche sulle fonti nascoste del pensiero hegeliano, Guerini e associati, Milano 1989.
- De Ruggiero G., Storia della filosofia, Volume 8, Laterza, Roma-Bari 1966.
- De Sanctis F., Schopenhauer e Leopardi, La città del sole, Napoli 2007.
- Ferrarin A., Hegel and Aristotle, Cambridge University Press, Cambridge 2001.
- Ferrarin A., Il pensare e l’io. Hegel critico di Kant, Carocci, Roma 2016
- Gargano A. L'idealismo tedesco - Fichte, Schelling, Hegel, Napoli, La città del sole, 1998.
- Giuspoli P., Idealismo e concretezza. Il paradigma epistemico hegeliano, Franco Angeli, Roma 2013.
- Giuspoli P., Idealismo, in Filosofia classica tedesca: le parole chiave, a cura di Id. e Illetterati L., Carocci, Roma 2016, pp. 75–102.
- Giuspoli P., Introduzione: la Scienza della logica come teoria generale dei processi di mediazione razionale, in Hegel G.W.F., Scienza della logica. Libro primo. L’essere (1812), a cura di Giuspoli P., Castegnaro G. e Livieri P., Verifiche, Trento 2009, pp. IX-CXXIV.
- Halbig C., Pensieri oggettivi, «Verifiche», 36 (2007), pp. 33–60.
- Hyppolite J., Genesi e struttura della Fenomenologia dello Spirito di Hegel, La Nuova Italia 1972.
- Houlgate S., Hegel, Nietzsche and the Criticism of metaphysics, Cambridge University Press, Cambridge 1986.
- Houlgate S., Hegel’s Logic, in Beiser F.C. (ed. by), The Cambridge Companion to Hegel and Nineteenth-Century Philosophy, Cambridge University Press, NY 2008, pp. 111–134.
- Houlgate S., The Opening of Hegel's Logic: From Being to Infinity, Purdue University Press, West Lafayette 2006.
- Illetterati L., Giuspoli P., Mendola G., Hegel, Carocci, Roma 2010.
- Illetterati L., L’oggettività del pensiero. La filosofia di Hegel tra idealismo, anti-idealismo e realismo: un’introduzione, «Verifiche», 36 (2007), pp. 13–31
- Jaeschke W., Objektives Denken. Philosophiehistorische Erwägungen zur Konzeption und zur Aktualität der spekulativen Logik, «The Independent Journal of Philosophy», 3 (1979), pp. 23–37
- Lotito L., Potenza e concetto nella critica schellinghiana a Hegel, Guerini e associati, Milano 2006.
- Löwith K., Da Hegel a Nietzsche. La frattura rivoluzionaria nel pensiero del secolo XIX, Einaudi, Torino 1949.
- Lugarini L., La trasformazione hegeliana della problematica categoriale, in G.Movia (a cura di), La logica di Hegel e la storia della filosofia, Atti del Convegno inter-nazionale di Cagliari (20-22 aprile 1993), Edizioni AV, Cagliari 1996, pp. 159–183
- Marcuse H., Hegels Ontologie und die Grundlegung einer Theorie der Geschichtlichkeit, Klostermann, Frankfurt am Mein 1932.
- Nohl, Herman (a cura di), Die Theologischen Jugendschriften nach den Handschriften der Königlichen Bibliothek in Berlin, Tübingen, J.C.B. Mohr, 1907.
- Nuzzo A., Introduzione. Logica e metafisica hegeliane: problemi interpretativi, in La logica e la metafisica di Hegel. Guida alla critica, a cura di A. Nuzzo, Carocci, Roma 1993.
- Nuzzo A, La logica, in Guida a Hegel, a cura di C. Cesa, Laterza, Roma-Bari 1997, 2002, pp. 39–82.
- Piovani P., Indagini di storia della filosofia: incontri e confronti, Liguori, Napoli 2006.
- Popper K., La società aperta e i suoi nemici. Hegel e Marx falsi profeti, vol.II, Armando Armando, Roma 1974.
- Santi R., Platone, Hegel e la dialettica, Vita e Pensiero, Milano 2000.
- Schelling F., Filosofia della rivelazione, Bompiani, Milano 2002.
- Schopenhauer A., Parerga e Paralipomena, Adelphi, Milano 1999.

#### Altri studi
- Interpretazioni hegeliane, Firenze, La Nuova Italia, 1980.
- La logica di Hegel e la storia della filosofia, Edizioni AV, Cagliari 1996.
- Theodor Adorno, Tre studi su Hegel, Il Mulino, Bologna, 1971.
- Giuseppe Bedeschi, Hegel, Laterza, Bari 1993.
- Paolo Bettineschi, Contraddizione e verità nella logica di Hegel, Vita e Pensiero, Milano 2010.
- Ernst Bloch, Soggetto - oggetto. Commento a Hegel, Bologna, Il Mulino, 1975.
- Norberto Bobbio, Studi hegeliani. Diritto, società civile, stato, Einaudi, Torino 1981.
- Claudio Cesa, Hegel filosofo politico, Guida, Napoli 1976.
- Lucio Cortella, Dopo il sapere assoluto. L'eredità hegeliana nell'epoca post-metafisica, Guerini e associati, Milano 1995.
- Benedetto Croce, Saggio sullo Hegel, Bibliopolis, Napoli, 2006.
- Enrico De Negri, Interpretazione di Hegel, Sansoni, Firenze 1969.
- Guido De Ruggiero, Hegel, Roma - Bari, Laterza, 1975.
- Dieter Henrich, Hegel im Kontext, Suhrkamp, Frankfurt a.M. 1981.
- Alexandre Kojève, Introduzione alla lettura di Hegel, Milano, Adelphi, 1996.
- Domenico Losurdo, Hegel, Marx e la tradizione liberale. Libertà, uguaglianza, Stato, Editori Riuniti, Roma 1988.
- Karl Löwith, Da Hegel a Nietzsche. La frattura rivoluzionaria nel pensiero del secolo XIX, Torino, Einaudi, 1949.
- Leo Lugarini, Hegel. Dal mondo storico alla filosofia, Guerini e associati, Napoli 2000.
- Leo Lugarini, Orizzonti hegeliani di comprensione dell'essere. Una rilettura della scienza della logica, Guerini e associati, 1998.
- György Lukács, Il giovane Hegel e i problemi della società capitalistica, Einaudi, 1960.
- Glenn Alexander Magee, Hegel e la tradizione ermetica, Roma, Edizioni Mediterranee, 2013, 327 pp.[1]
- Herbert Marcuse, Ragione e rivoluzione, Bologna, Il Mulino 1966 (ed. or. 1941).
- Terry Pinkard, La fenomenologia di Hegel. La socialità della ragione, Milano, Mimesis, 2013. ISBN 978-88-575-1928-9
- Robert Buford Pippin, Sull'autocoscienza in Hegel. Desiderio e morte nella fenomenologia dello spirito, Lecce, Pensa Multimedia, 2014. ISBN 978-88-6760-224-7
- Antonio Pirolozzi, La Civetta e la Croce. Filosofia e Religione Cristiana in Hegel. Nuova edizione riveduta e aggiornata, La scuola di Pitagora editrice, Napoli 2022. ISBN 978-886542-859-7
- Antonio Pirolozzi, In Principio era il Logos E il Logos si fece carne. Hegel commenta il Prologo giovanneo, ETS edizioni, Pisa 2021. ISBN 978-884676062-3
- Otto Pöggeler, Hegel: l'idea di una fenomenologia dello spirito, a cura di Antonella De Cieri, Napoli, Guida, 1986, ISBN 88-7042-774-9.
- Karl Popper, La società aperta e i suoi nemici. Vol. 2: Hegel e Marx falsi profeti, Armando Editore, 2004, ISBN 978-88-8358-557-9
- Aldo Stella, Il concetto di "relazione" nella "Scienza della logica" di Hegel, Guerini e Associati, Milano 1994, ISBN 887802496-1
- Aldo Stella, La Prefazione alla Fenomenologia dello spirito di Hegel. Interpretazioni critiche e approfondimenti teoretici, Aracne, Roma 2021, ISBN 979-12-5994-138-1
- Valerio Verra, Introduzione a Hegel, Laterza, Roma - Bari, 1988, ISBN 88-420-3244-1
- Valerio Verra, Su Hegel, Il Mulino, Bologna, 2007, ISBN 978-88-15-11619-2